# Fall Fritz Hanke

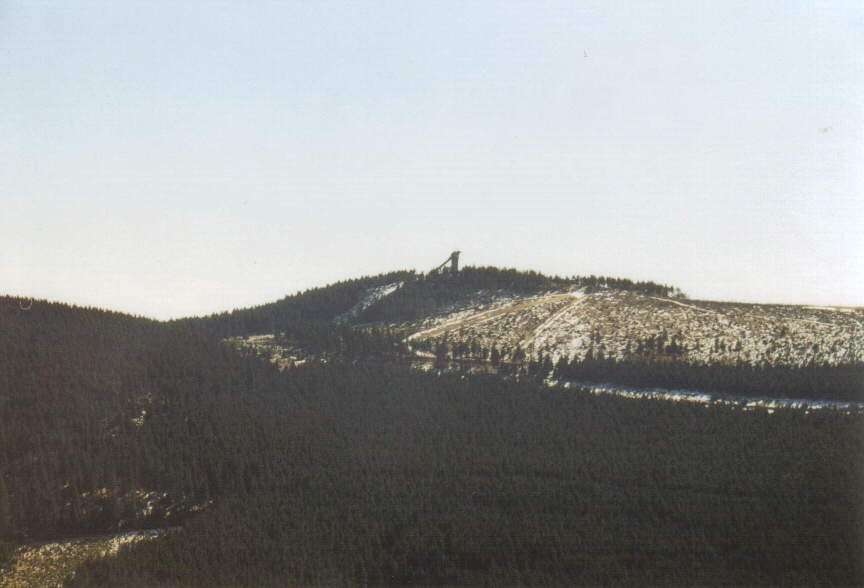
An der innerdeutschen Grenze am Harzer Wurmberg wurde am 5. Juni 1962 der 19-jährige Peter Reisch niedergeschossen

Im Fall Fritz Hanke wurde am 11. Oktober 1963 das erste und für etwa zehn Jahre einzige bundesdeutsche Urteil in einem Prozess gegen einen Schützen an der innerdeutschen Grenze gesprochen.
Fritz Hanke war ein Stabsgefreiter der NVA, der im Februar 1963 aus der Deutschen Demokratischen Republik in die Bundesrepublik Deutschland floh und dort nach wenigen Wochen in Freiheit wegen versuchten Totschlags verhaftet wurde, weil er ein Jahr zuvor einen DDR-Bürger bei einem Fluchtversuch niedergeschossen hatte. Der um diese Tat geführte umstrittene Prozess, in dem das Stuttgarter Schwurgericht Hanke im Oktober 1963 wegen versuchten Totschlags zu einer Gefängnisstrafe von 15 Monaten verurteilte, galt als Musterprozess und wurde in der Öffentlichkeit auch im Vorfeld durch Medienberichte wahrgenommen.
Nach dem Fall der Mauer und der Wiedervereinigung kam es von 1991 bis 2004 zu einer Reihe von Gerichtsprozessen, für die sich der Begriff Mauerschützenprozesse etablierte.

## Fall

### Vorfall
Am 5. Juni 1962 hatte Hanke, damals ein 21 Jahre alter Grenzsoldat, an der Demarkationslinie bei Schierke im Harz auf Befehl seines Postenführers hin aus 120 Metern Entfernung auf den flüchtenden Egelner Arbeiter Peter Reisch geschossen. Der 19-Jährige starb am 13. Juli an schweren Kopfverletzungen. Genaue Umstände zu Zeit, Art und Ort seines Todes waren zum Zeitpunkt des Prozesses in der Bundesrepublik völlig unklar. In der DDR hatte der Schütze für sein Handeln die „Medaille für vorbildlichen Grenzdienst“ und eine Prämie von 200 Mark erhalten.
Hanke gab später an, in die Bundesrepublik geflüchtet zu sein, um nicht noch einmal in eine ähnliche Lage zu geraten. Mit seiner dortigen Verhaftung habe er nicht gerechnet. Kompaniekameraden hatten westdeutschen Zöllnern über die Grenze hinweg Hinweise auf Hanke gegeben. Bei der 1961 in Salzgitter eingerichteten „Zentralen Erfassungsstelle von Verbrechen zonaler Grenzorgane“, bei der bereits eine umfangreiche Akte zu dem Fall vorlag, konnte daraufhin dem bis dahin noch unbekannt gebliebenen Schützen Hankes Name zugeordnet werden.

### Verfahren
Die Stuttgarter Richter urteilten nach bundesdeutschem Recht und erkannten in der DDR geltende Anordnungen und Gesetze, die den Schießbefehl auf Republikflüchtige zum Inhalt hatten, nur als schuldmindernd an. Ihrer Ansicht nach hatte sich aber „der Angeklagte auch nach DDR-Recht des (versuchten) Totschlags schuldig gemacht“. Die näheren Umstände der angeklagten Tat konnten in dem knapp eine Woche dauernden Schwurgerichtsverfahren „nur in groben Zügen“ aufgeklärt werden.
Aus Sicht der Anklage musste eine Strafe gegen Hanke u. a. die Aufgabe erfüllen, „abschreckend zu wirken und andere Grenzpolizisten davon abzuhalten, auf ihre Landsleute zu schießen“. Die Verteidigung warf dagegen in die Waagschale, dass „der Wunsch nach Wiedervereinigung (…) durch eine Verurteilung in weiten Kreisen der Zonenbevölkerung geschwächt werden [könnte], die ein zweites Nürnberg fürchten müssen“. Die Staatsanwalt beantragte am Ende eine Gefängnisstrafe von drei Jahren wegen vollendeten Totschlags. Die Verteidigung plädierte auf Freispruch.
Eine der im Stuttgarter Prozess wesentlichen erörterten Fragen war die, ob Befehlsnotstand vorgelegen hatte oder nicht. Ein dreimaliger Schießbefehl, den Hanke von seinem Unterfeldwebel erhielt, sei nach Ansicht des Gerichts kein rechtmäßiger gewesen und könne die Tat daher nicht rechtfertigen. Auch Hanke hätte dies wissen müssen, da er am ersten Prozesstag zugegeben habe, dass er wusste, „daß er den Befehl, eine Toilette mit der Zahnbürste zu reinigen, als unsinnig hätte verweigern können (…) Um wieviel mehr hätte Hanke erkennen müssen, daß er einen verbrecherischen Befehl nicht auszuführen brauchte, bei dem es um ein Menschenleben ging“, hieß es in diesem Zusammenhang. Roman Grafe zitiert in seinem Buch Deutsche Gerechtigkeit: Prozesse gegen DDR-Grenzschützen und ihre Befehlsgeber (2004) eine weitere Aussage Hankes. So sei „ihm (…) klar gewesen (…) daß es sich bei dem Flüchtling nicht um einen »Agenten, Saboteur und gemeinen Verbrecher« handelte, sondern um einen Menschen, der lediglich die DDR verlassen und andere Lebensbedingungen finden wollte. Auf solche Menschen zu schießen, habe er vor der Tat als zu hart empfunden.“
Eine weitere viel erörterte Frage innerhalb des Verfahrens war die nach der Täter- oder bloßer Teilnehmerschaft Hankes an der Tat. Hierzu entschied das Gericht auf Täterschaft des Angeklagten:
- Hanke habe sich die amtlich verbreiteten Parolen des Zwangsregimes zu eigen gemacht. Der Auftrag, auf Menschen zu schießen, die nichts weiter taten, als in die Freiheit zu flüchten, sei ihm zwar unangenehm gewesen, aber doch als notfalls zu erfüllende Pflicht erschienen. Damit sei Hanke zum Prototyp des willigen Befehlsempfängers geworden, dessen Gedanken sich letztlich mit dem Bestreben der Machthaber (…) deckten.
- Hätte Hanke den rechtswidrigen Schießbefehl auf harmlose Flüchtlinge wirklich innerlich mißbilligt, so wäre es ihm nicht schwergefallen, danebenzuschießen. Er habe den Schießbefehl auch in den Wunsch, zu treffen, umgemünzt. Er habe sorgsam gezielt und sei ein guter Schütze. Er hätte den Befehl gar nicht zu verweigern brauchen. Er hätte ihn befolgen können, ohne zu treffen und ohne durch das Nichttreffen in eine Zwangslage zu kommen.[5]

Das Urteil trägt das Aktenkennzeichen Ks 14/63.
Hanke wurde nach der Verbüßung von zwei Dritteln seiner Strafe freigelassen.

### Diskussion
Das Urteil wurde kontrovers diskutiert.
Gerald Grünwald widersprach 1967 in einem wissenschaftlichen Aufsatz der bis dahin geltenden Auffassung, wonach Grenzschützer der DDR in der Bundesrepublik nach westdeutschem Recht abgeurteilt werden dürften. Begehe ein Ausländer im Ausland eine Straftat, so kümmerten sich die deutschen Gerichte im Allgemeinen nicht darum. Sie könnten nur dann bestrafen, wenn die Tat sowohl nach deutschem Recht wie nach dem Recht des Tatortes mit Strafe bedroht sei.
Auch der CDU-Bundestagsabgeordnete Hans Dichgans kam aus anderen Gründen in einem Aufsatz zu demselben Ergebnis: Die Vorschriften zum Schutz der „Staatsgrenze der DDR“ seien nur Maßnahmen der sowjetischen Besatzungsmacht, die der deutschen Gerichtsbarkeit entzogen seien.

## Entwicklung der Rechtslage
Der Fall Hanke wurde auf der Grundlage der damals herrschenden Auffassung, die DDR sei kein Ausland, unter Anwendung nicht des internationalen, sondern des interlokalen Strafrechts zwar nach dem Tatortprinzip, aber eingeschränkt durch den Vorbehalt des ordre public entschieden. Da am Tatort zwar die Grenz- und Passgesetze der DDR galten, dieses Grenzregime der DDR aber als rechtsstaatswidrig angesehen wurde, konnte es die Schüsse auf Flüchtende nicht rechtfertigen.
Nach dem Grundlagenvertrag 1972, mit dem die DDR staatsrechtlich anerkannt wurde, gingen die Gerichte zur Anwendung des Internationalen Strafrechts über – jedoch unter Anwendung des sog. passiven Personalitätsprinzips (§ 7 Abs. 1, § 5 Nr. 6 StGB) auf DDR-Bürger.
Nach der Wiedervereinigung wurde im Grundlagenvertrag in Art. 315 Abs. 1 EGStGB die Anwendbarkeit des DDR-Strafrechts auf Alttaten auf dem Territorium der DDR festgelegt, aber mit der Einschränkung, dass die Tat nach bundesdeutschem Recht ebenfalls strafbar und mit keiner milderen Strafe bedroht wäre; eingeschränkt wurde dies aber wiederum durch Art. 315 Abs. 4 EGStGB, der insbesondere für Verschleppung (§ 234a StGB) und politische Verdächtigung (§ 241a StGB) die Anwendung bundesdeutschen Rechts auch für DDR-Alttaten vorsah. Danach war grundsätzlich auch die Verfassung der DDR anwendbar – es wurde aber in den so genannten Mauerschützenprozessen unter Berücksichtigung von Rechtsstaatsprinzip und Menschenwürde so ausgelegt, dass tödliche Schüsse in der Regel als unverhältnismäßig und damit rechtswidrig angesehen wurden.
Eine grundlegende Analyse des Falls Fritz Hanke hat der Historiker Guillaume Mouralis (Centre Marc Bloch) in seinem Buch Une épuration allemande. La RDA en procès. 1949-2004 vorgelegt. Dort interpretiert er den Hanke-Prozess als Ausdruck des deutsch-deutschen justiziellen kalten Krieges.

## Der Fall Fritz Hanke in der Kunst
Jürgen von Manger schrieb einen kritisch-satirischen Monolog Juristischer Kommentar (1963), den er in der Fernsehsendung Hallo Nachbarn in der Rolle eines Justizwachtmeisters in Art seiner Paraderolle Adolf Tegtmeier selbst vortrug und der auch im Druck erschien. Kritisiert wurde hier im Kern eine Äußerung im Plädoyer des Staatsanwalts, „der Angeklagte habe es fertig gebracht, als Deutscher auf einen Deutschen zu schießen“, die implizit etwaige Schüsse Deutscher auf Ausländer, etwa „Neger oder Gastarbeiter“, relativiere.
Wolfgang Menge drehte ein Fernsehspiel über das Hanke-Urteil: Begründung eines Urteils (1966)

## Einzelbelege
1. 1 2  Roman Grafe: Deutsche Gerechtigkeit: Prozesse gegen DDR-Grenzschützen und ihre Befehlsgeber, 2004
2. ↑  LG Stuttgart, JZ 1964, 101; NJW 1964, 63
3. 1 2 3  D. Strothmann: Der Tod am Stacheldraht. In: Die Zeit, Nr. 37/1963.
4. ↑  zit. n. Roman Grafe: Deutsche Gerechtigkeit: Prozesse gegen DDR-Grenzschützen und ihre Befehlsgeber, 2004
5. 1 2  zitiert nach: Das Urteil von Stuttgart. (Memento vom 8. August 2014 im Internet Archive) In: Hamburger Abendblatt, 12. Oktober 1963, S. 25
6. 1 2  Das Urteil von Stuttgart. (Memento vom 8. August 2014 im Internet Archive) In: Hamburger Abendblatt, 12. Oktober 1963, S. 25
7. ↑  15 Monate für Hanke. (Memento vom 8. August 2014 im Internet Archive) In: Hamburger Abendblatt, 12. Oktober 1963, S. 1
8. ↑  Der Fall Fritz Hanke - ein Präzedenzfall zwischen Ost und West. MDR, 5. Januar 2017, abgerufen am 27. Mai 2021.
9. ↑  Grünwald: Ist der Schußwaffengebrauch an der Zonengrenze strafbar? In: JZ 1966, S. 633
10. ↑  Hans Peter Bull: Rechtsstaat zu Lasten Dritter. In: Die Zeit, Nr. 27/1967.
11. ↑  Dichgans: Zur Rechtsnatur des mitteldeutschen Regimes. In: NJW 1966, 2255
12. ↑  BGHSt 30, 1
13. ↑  BGHSt 39, 1 sowie BGHSt 39, 168 (Fall Gueffroy)
14. ↑  Ralf Osterloh, Jens Ph. Wilhelm: Die Mauerschützenprozesse. In: Vergangenheitsbewältigung durch Recht. (PDF; 192 kB) DAS 2000, S. 13
15. ↑  Guillaume Mouralis: Une épuration allemande. La RDA en procès. 1949-2004 / Deutsche Säuberung. Die  DDR vor Gericht. 1949-2004. Fayard, Paris 2008, ISBN 2-213-63537-4, S. 219–268 (fayard.fr).